# Spanish International 1981
Die Spanish International 1981 im Badminton fanden vom 5. bis zum 6. September 1981 in Vigo statt. Es war die achte Auflage des Turniers, parallel auch als Tournament City of Vigo betitelt. 

## Titelträger
| Disziplin    | Sieger                        |
| ------------ | ----------------------------- |
| Herreneinzel | António Crespo                |
| Dameneinzel  | Margarida Cruz                |
| Herrendoppel | Enrique Ruiz António Crespo   |
| Damendoppel  | Margarida Cruz Isabel Cruz    |
| Mixed        | Pedro V. Blach Margarida Cruz |